# Élections législatives de 1967 à La Réunion
Les élections législatives françaises de 1967 se déroulent les 5 et 12 mars.  Dans le département de la La Réunion, trois députés sont à élire dans le cadre de trois circonscriptions.

## Élus
| Circonscription | Député sortant                       | Parti | Parti   | Député élu ou réélu | Parti | Parti         |
| --------------- | ------------------------------------ | ----- | ------- | ------------------- | ----- | ------------- |
| 1re             | Henry Sers suppléant de Michel Debré |       | UNR-UDT | Michel Debré        |       | UD-Ve         |
| 2e              | Marcel Vauthier                      |       | MRP     | Gabriel Macé        |       | Divers droite |
| 3e              | Marcel Cerneau                       |       | Divers  | Marcel Cerneau      |       | CD            |

## Résultats

### Résultats à l'échelle du département
| Parti          | Parti                                           | Premier tour | Premier tour | Second tour | Second tour | Sièges |
| Parti          | Parti                                           | Voix         | %            | Voix        | %           | Sièges |
| -------------- | ----------------------------------------------- | ------------ | ------------ | ----------- | ----------- | ------ |
|                | Union des démocrates pour la Ve République      | 38 216       | 32,43        |             |             | 1      |
|                | Divers droite                                   | 15 319       | 13,00        | 23 625      | 54,84       | 1      |
|                | Union des républicains de progrès               | 53 535       | 45,42        | 23 625      | 54,84       | 2      |
|                |                                                 |              |              |             |             |        |
|                | Divers gauche                                   | 2 154        | 1,83         |             |             | 0      |
|                | Fédération de la gauche démocrate et socialiste | 2 154        | 1,83         |             |             | 0      |
|                |                                                 |              |              |             |             |        |
|                | Parti communiste réunionnais                    | 35 415       | 30,05        | 19 445      | 45,14       | 0      |
|                | Progrès et démocratie moderne                   | 22 768       | 19,32        |             |             | 1      |
|                | Divers                                          | 3 982        | 3,38         | 0           |             |        |
|                |                                                 |              |              |             |             |        |
| Inscrits       | Inscrits                                        | 169 588      | 100,00       | 60 592      | 100,00      | 3      |
| Abstentions    | Abstentions                                     | 50 146       | 29,57        | 16 978      | 28,02       |        |
| Votants        | Votants                                         | 119 442      | 70,43        | 43 614      | 71,98       |        |
| Blancs et nuls | Blancs et nuls                                  | 1 588        | 1,33         | 534         | 1,22        |        |
| Exprimés       | Exprimés                                        | 117 854      | 98,67        | 43 080      | 98,78       |        |

### Résultats par circonscription

#### Première circonscription (Saint-Denis)
| | Michel Debré sortant réélu | UD-Ve          | 38 216 | 79,14  |  |  |  |
| | Jean-Baptiste Pomana       | PCR            | 10 072 | 20,86  |  |  |  |
| |                            |                |        |        |  |  |  |
| Inscrits | Inscrits                   | Inscrits       | 66 713 | 100,00 |  |  |  |
| Abstentions | Abstentions                | Abstentions    | 17 902 | 26,83  |  |  |  |
| Votants | Votants                    | Votants        | 48 811 | 73,17  |  |  |  |
| Blancs et nuls | Blancs et nuls             | Blancs et nuls | 523    | 1,07   |  |  |  |
| Exprimés | Exprimés                   | Exprimés       | 48 288 | 98,93  |  |  |  |
| Source : France, Ministère de l'intérieur. Les Elections législatives . Métropole., la Documentation française, 1967 (lire en ligne) |                            |                |        |        |  |  |  |

#### Deuxième circonscription (Saint-Paul)
| Candidat | Candidat         | Parti          | Premier tour | Premier tour | Second tour | Second tour |  |
| Candidat | Candidat         | Parti          | Voix         | %            | Voix        | %           |  |
| --- | ---------------- | -------------- | ------------ | ------------ | ----------- | ----------- |  |
| | Paul Vergès      | PCR            | 18 515       | 46,32        | 19 445      | 45,14       |  |
| | Gabriel Macé élu | Divers droite  | 15 319       | 38,33        | 23 625      | 54,84       |  |
| | Marc Rivière     | Divers         | 3 982        | 9,96         |             |             |  |
| | Albert Ramassamy | Divers gauche  | 2 154        | 5,39         |             |             |  |
| |                  |                |              |              |             |             |  |
| Inscrits | Inscrits         | Inscrits       | 60 613       | 100,00       | 60 592      | 100,00      |  |
| Abstentions | Abstentions      | Abstentions    | 19 866       | 32,78        | 16 978      | 28,02       |  |
| Votants | Votants          | Votants        | 40 747       | 67,22        | 43 614      | 71,98       |  |
| Blancs et nuls | Blancs et nuls   | Blancs et nuls | 777          | 1,91         | 534         | 1,22        |  |
| Exprimés | Exprimés         | Exprimés       | 39 970       | 98,09        | 43 080      | 98,78       |  |
| Source : France, Ministère de l'intérieur. Les Elections législatives . Métropole., la Documentation française, 1967 (lire en ligne) |                  |                |              |              |             |             |  |

#### Troisième circonscription (Saint-Pierre)
| | Marcel Cerneau sortant réélu | CD (PDM)       | 22 768 | 76,93  |  |  |  |
| | Bruny Payet                  | PCR            | 6 828  | 23,07  |  |  |  |
| |                              |                |        |        |  |  |  |
| Inscrits | Inscrits                     | Inscrits       | 42 262 | 100,00 |  |  |  |
| Abstentions | Abstentions                  | Abstentions    | 12 378 | 29,29  |  |  |  |
| Votants | Votants                      | Votants        | 29 884 | 70,71  |  |  |  |
| Blancs et nuls | Blancs et nuls               | Blancs et nuls | 288    | 0,96   |  |  |  |
| Exprimés | Exprimés                     | Exprimés       | 29 596 | 99,04  |  |  |  |
| Source : France, Ministère de l'intérieur. Les Elections législatives . Métropole., la Documentation française, 1967 (lire en ligne) |                              |                |        |        |  |  |  |